# Женская сборная Англии по волейболу
Женская национальная сборная Англии по волейболу (англ. England women's national volleyball team) — представляет Англию на международных соревнованиях по волейболу. Управляющей организацией выступает ассоциация Volleyball England.

## История
Английская ассоциация волейбола была основана в 1955 году и распространяла свою юрисдикцию на территорию не только Англии, но и всей Великобритании. В 1964 ассоциация вступила в Международную федерацию волейбола (ФИВБ). Позже в Шотландии, Уэльсе и Северной Ирландии были образованы самостоятельные волейбольные ассоциации, также присоединившиеся к ФИВБ.  
В официальных международных соревнованиях женская волейбольная сборная Англии дебютировала в сентябре 1971 года, когда приняла участие в проходившем в Италии чемпионате Европы. На турнире англичанки выступили крайне неудачно, не сумев в семи проведённых матчах выиграть даже ни одного сета. Впоследствии английские волейболистки в период с 1979 по 1985 годы четырежды участвовали в отборочных турнирах европейских континентальных первенств, но квалифицироваться в основные соревнования им ни разу не удалось. После этого на международной арене женская сборная Англии не появлялась на протяжении 20 лет, вплоть до января 2005 года, когда в английском Шеффилде прошёл один из групповых турниров квалификации чемпионата мира 2006. Хозяйки турнира в 4 матчах одержали лишь одну победу, обыграв сборную Шотландии, и выбыли из дальнейшей борьбы за путёвку на мировое первенство.
В целях подготовки к Олимпиаде-2012 в Лондоне в 2006 году была сформирована сборная Великобритании, в состав которой вошли сильнейшие волейболистки Англии и Шотландии. Британская сборная в период 2008-2012 приняла участие в ряде международных турниров, но ни в одном из них (квалификация чемпионатов мира и Европы, Евролига) ничем себя не проявила, что не удивительно, учитывая низкий уровень развития волейбола в Великобритании и отсутствие у волейболисток страны серьёзного международного опыта. На лондонской Олимпиаде британская команда, в составе которой из 12 волейболисток было 10 представительниц Англии, одержала одну победу (над сборной Алжира), а в остальных четырёх матчах предварительного раунда ничего не смогла противопоставить соперникам, проиграв с одинаковым счётом 0:3 сборным России, Италии, Доминиканской Республики и Японии.
В сентябре 2012 сборная Великобритании, по прежнему состоявшая в основном из английских волейболисток, была среди участниц отборочного турнира чемпионата Европы 2013 и после неудачи на нём больше не формировалась. Также на официальную международную арену до сих пор не вернулась и сборная Англии.

## Результаты выступлений и составы

### Олимпийские игры
- 2012 — 9—10-е место (Великобритания)

### Чемпионаты мира
В чемпионатах мира 1952—2002 сборные Англии и Великобритании участия не принимали.
- 2006 — не квалифицировалась
- 2010 — не квалифицировалась (Великобритания)
- 2014 — не участвовала
- 2018 — не участвовала
- 2022 — не участвовала
- 2025 — не участвовала

- 2006 (квалификация):  Симон Льюис, Люси Уикс, Никола Осборн, Рэчел Лэйбурн, Ванесса Мэлоун, Рэчел Брэгг, Мария Бертелли, Люси Бултон, Мелисса Куттс, Сара Дэмпни, Лайза Малларкей, Кэти Вёрр. Тренер - Одри Купер.

### Чемпионаты Европы
| - 1949 — не участвовала - 1950 — не участвовала - 1951 — не участвовала - 1955 — не участвовала - 1958 — не участвовала - 1963 — не участвовала - 1967 — не участвовала - 1971 — 18-е место - 1975 — не участвовала - 1977 — не участвовала - 1979 — не квалифицировалась - 1981 — не квалифицировалась - 1983 — не квалифицировалась - 1985 — не участвовала - 1987 — не участвовала - 1989 — не участвовала - 1991 — не участвовала | - 1993 — не участвовала - 1995 — не участвовала - 1997 — не участвовала - 1999 — не участвовала - 2001 — не участвовала - 2003 — не участвовала - 2005 — не участвовала - 2007 — не участвовала - 2009 — не квалифицировалась (Великобритания) - 2011 — не квалифицировалась (Великобритания) - 2013 — не квалифицировалась (Великобритания) - 2015 — не участвовала - 2017 — не участвовала - 2019 — не участвовала - 2021 — не участвовала - 2023 — не участвовала - 2026 — не участвовала |

### Евролига
Сборная Англии участвовала только в двух розыгрышах Евролиги.
- 2009 — 7—8-е место (Великобритания)
- 2010 — 7—8-е место (Великобритания)

## Состав
Сборная Англии в розыгрыше Novotel Cup 2023.
| №  | Имя, фамилия           | Год рождения | Рост | Амплуа      | Клуб                      |
| -- | ---------------------- | ------------ | ---- | ----------- | ------------------------- |
| 1  | Стефани Бойс           | 1998         | 173  | центральная | «Мэлори Иглз» Лондон      |
| 2  | Бетан Апплтон-Джонс    | 2002         | 179  | центральная | «Дарем Юнивёрсити»        |
| 3  | Жофия Паланкаи-Омошеби | 2000         | 190  | нападающая  | «Даркстар Дербишир» Дерби |
| 4  | Эбигэл Литтлер         | 2002         | 154  | либеро      | «Даркстар Дербишир» Дерби |
| 5  | Ниам Дэвис             | 2003         | 183  | нападающая  | Университет Сент-Лео      |
| 6  | Марта Баллен           | 2000         | 171  | либеро      | «Ричмонд»                 |
| 7  | Элис Брэнд             | 2002         | 183  | нападающая  | «Дарем Юнивёрсити»        |
| 8  | Джорджия Макговерн     | 2001         | 180  | связующая   | Клермон Маккенна колледж  |
| 9  | Лорен Кэдуган          | 2001         | 184  | нападающая  | «Даркстар Дербишир» Дерби |
| 10 | София Николсон         | 2002         | 170  | нападающая  | «Дарем Юнивёрсити»        |
| 13 | Изабель Браун          | 2003         | 180  | центральная | «Юнивёрсити оф Ноттингем» |
| 14 | Джессика Таскер        | 2002         | 189  | центральная | «Юнивёрсити оф Ноттингем» |
| 15 | Эбби Хоган             | 2000         | 163  | либеро      | «Юнивёрсити оф Ноттингем» |
| 16 | Маттеа Голан           | 1999         | 173  | связующая   | «Ричмонд»                 |
| 17 | Холли Бентли           | 2000         | 185  | связующая   | «Лидс Горс»               |

- Главный тренер — Мария Бертелли.
- Тренеры — Пол Уэлш, Одри Купер.